# Hanková
Hanková este o comună slovacă, aflată în districtul Rožňava din regiunea Košice. Localitatea se află la altitudinea de 489 m deasupra n.m., se întinde pe o suprafață de 10,83 km2 și în 2017 număra 81 de locuitori.

## Istoric
Localitatea Hanková este atestată documentar din 1556.

## Demografie
| An:                | 1994 | 2004    | 2014    | 2024   |
| ------------------ | ---- | ------- | ------- | ------ |
| Număr de persoane: | 73   | 55      | 83      | 78     |
| Diferență:         |      | −24,65% | +50,90% | −6,02% |

| An:                | 2023 | 2024   |
| ------------------ | ---- | ------ |
| Număr de persoane: | 79   | 78     |
| Diferență:         |      | −1,26% |